# Takeshi Hongō
Takeshi Hongo (本郷 猛 Hongō Takeshi) es un personaje de ficción de la serie de televisión japonesa Kamen Rider, interpretado por Hiroshi Fujioka, toma la identidad de Kamen Rider 1 (仮面ライダー 1号, Kamen Rider Ichi-Gō).

## EnKamen Rider
Takeshi Hongo era un destacado alumno de Química, que gozaba de Montar su Motocicleta. Pero su dicha termina el día que es capturado por la malvada organización Shocker. Es operado por los científicos de Shocker, para convertirlo en un poderoso cyborg. 
Tras la operación, se da cuenta de que su profesor en realidad trabaja para Shocker, pero que este lo hace porque su hija fue secuestrada por Shocker. Finalmente, Hongo es liberado por su profesor, que más tarde sería asesinado.
Tras iniciar la persecución con el Monstruo "Kumu Otoko", su Cinturón Henshin hace efecto, con lo que Hongo se transforma en Kamen Rider, para así poder vencerlo. Kamen Rider le declara la guerra a Shocker.
Hongo continúa su aventura como Kamen Rider, enfrentando a los Monstruos de Shocker, a bordo de su Motocicleta Cyclone, con la que podía hacer Henshin, y su temible Rider Kick hasta el Episodio 13, donde Hongo le cede el cargo de Kamen Rider a Hayato Ichimonji, mientras el viajaba para combatir el mal por el mundo.
Hongo volvería a la acción en el Episodio 40 como asistente de Ichimonji, para luego volver a ser protagonista en el Episodio 52, cuando Ichimonji deja Japón.
Hongo, misteriosamente, se deja entregar a Shocker, quienes lo reestructuran, pero en realidad era un plan de Hongo para ser "Upgradeado", y así tener más fuerza. Sus nuevas habilidades le valieron poder hacer una Técnica Henshin, sin necesidad de montar a Cyclone, que también tendría un cambio, sería más modernizada.
Ichimonji vuelve a la serie, pero esta vez para hacerle compañía a Hongo, formando así el equipo de Riders conformado por Kamen Rider 1 y Kamen Rider 2, que tendrían como técnica especial la Double Rider Kick. 
Finalmente, el Equipo Rider logra desenmascarar al Líder de Shocker y Gel-Shocker, pudiendo así destruirlo, logrando así la paz definitiva.

## EnKamen Rider V3
Tras su victoria sobre Shocker, Hongo se convierte en profesor de química, pero no por eso deja de ser Kamen Rider. Más aún ahora que apareció la nueva organización Destron. 
Hongo e Ichimonji tratan fallidamente de destruir a un monstruo, en la casa de Shiro Kazami, uno de sus alumnos, justo cuando los padres de Kazami fueron asesinados. Los dos Riders se infiltran en la base de Destron pero luego se dan cuenta de que Kazami también, quien sería gravemente herido al tratar de salvar a los Riders.
1 y 2 no tienen más opción que operarlo para convertirlo en un Cyborg, par mantenerlo vivo. Tras la operación, 1 y 2 van a luchar, mientras que un Nuevo Rider aparece: V3. 1 y 2 se sacrifican para derrotar a un monstruo, dejando a Kazami el cuidado de Japón y de toda la tierra.
Pero no es el fin de este dúo de Riders. Reaparecen en el Episodio 33, para formar el primer Team Up entre Kamen Riders.

## EnKamen Rider X
Junto a Nigo, V3 y Riderman, Ichigo va en ayuda de X. Un nuevo Team Up entre Riders

## EnKamen Rider Stronger
Junto a los Riders mencionados, más X y Amazon, Ichigo asiste a Stronger para destruir finalmente al Ejército Delza.

## EnSkyrider
Liderando a los 7 riders originales, Ichigo asiste a Skyrider para vencer a NeoShocker

## EnKamen Rider Super-1
El Equipo de Riders no aparece en la serie, pero sí en la película de Super-1, donde lo asisten en su batalla.

## EnKamen Rider ZX
El Equipo Rider intenta destruir al Imperio Badan, más la ayuda del nuevo Rider ZX.

## EnKamen Rider Black RX
El Equipo Rider se reúne para asistir a Black RX para vencer sobre el Imperio Crisis.

## Datos
Su Henshin Belt (Cinturón Henshin) se llama Typhoon, antes accionado cuando Hongo se subía a su motocicleta, más tarde accionado cuando decía su frase "RIDER HENSHIN". Su motocicleta se llama Cyclone, aunque más tarde, tras la mutación de Ichigo, aparece una nueva motocicleta, conocida como New Cyclone. Tiene varias técnicas de combate, pero la más conocida es el Rider Kick.
Hongo se fue más tarde al Estado de Arizona, Estados Unidos, donde creó un Centro de Entrenamiento para Riders Retirados. Kamen Rider Ichigo es considerado, por muchos, como el líder de los Kamen Riders.
- Datos: Q1988617